# Mainauer Kundgebung
Die Mainauer Kundgebung war ein gemeinsamer Appell von Nobelpreisträgern, die im Jahr 1955 an der Tagung der Nobelpreisträger in Lindau teilnahmen und zum Abschluss der Tagung vor dem Einsatz von Nuklearwaffen warnten. Die Deklaration wurde am 15. Juli 1955 auf der Insel Mainau präsentiert.
Die gemeinsame Erklärung wurde von den beiden deutschen Physiknobelpreisträgern Otto Hahn und Max Born initiiert und während der 5. Lindauer Nobelpreisträgertagung (11.–15. Juli 1955) in Umlauf gebracht. Die öffentliche Präsentation am 15. Juli 1955 erfolgte auf der Insel Mainau, wo der letzte Tag der Lindauer Nobelpreisträgertagungen stattfindet. Zu diesem Zeitpunkt hatten 18 anwesende Nobelpreisträger die Erklärung unterzeichnet. Innerhalb eines Jahres stieg die Zahl der Unterzeichner auf 52.
Die Mainauer Kundgebung, so die ursprüngliche Bezeichnung, wird auch Mainauer Erklärung oder Mainauer Deklaration genannt. Zur Unterscheidung von der Mainauer Deklaration 2015 zum Klimawandel werden heute gelegentlich genauere Bezeichnungen verwendet, zum Beispiel Mainauer Erklärung von 1955.

## Text
Der Text der gemeinsamen Erklärung lautet:
Wir, die Unterzeichneten, sind Naturforscher aus verschiedenen Ländern, verschiedener Rasse, verschiedenen Glaubens, verschiedener politischer Überzeugung. Äußerlich verbindet uns nur der Nobelpreis, den wir haben entgegennehmen dürfen.
Mit Freuden haben wir unser Leben in den Dienst der Wissenschaft gestellt. Sie ist, so glauben wir, ein Weg zu einem glücklicheren Leben der Menschen. Wir sehen mit Entsetzen, dass eben diese Wissenschaft der Menschheit Mittel in die Hand gibt, sich selbst zu zerstören.
Voller kriegerischer Einsatz der heute möglichen Waffen kann die Erde so sehr radioaktiv verseuchen, dass ganze Völker vernichtet würden. Dieser Tod kann die Neutralen ebenso treffen wie die Kriegführenden.
Wenn ein Krieg zwischen den Großmächten entstünde, wer könnte garantieren, dass er sich nicht zu einem solchen tödlichen Kampf entwickelte? So ruft eine Nation, die sich auf einen totalen Krieg einlässt, ihren eigenen Untergang herbei und gefährdet die ganze Welt.
Wir leugnen nicht, dass vielleicht heute der Friede gerade durch die Furcht vor diesen tödlichen Waffen aufrechterhalten wird. Trotzdem halten wir es für eine Selbsttäuschung, wenn Regierungen glauben sollten, sie könnten auf lange Zeit gerade durch die Angst vor diesen Waffen den Krieg vermeiden. Angst und Spannung haben so oft Krieg erzeugt. Ebenso scheint es uns eine Selbsttäuschung, zu glauben, kleinere Konflikte könnten stets durch die traditionellen Waffen entschieden werden. In äußerster Gefahr wird keine Nation sich den Gebrauch irgendeiner Waffe versagen, die die wissenschaftliche Technik erzeugen kann.
Alle Nationen müssen zu der Entscheidung kommen, freiwillig auf die Gewalt als letztes Mittel der Politik zu verzichten. Sind sie dazu nicht bereit, so werden sie aufhören, zu existieren.
Mainau/Bodensee, 15. Juli 1955

## Erstunterzeichner
Die 18 Erstunterzeichner waren:
- Kurt Alder
- Max Born
- Adolf Butenandt
- Arthur H. Compton
- Gerhard Domagk
- Hans von Euler-Chelpin
- Otto Hahn
- Werner Heisenberg
- George Hevesy
- Richard Kuhn
- Fritz Albert Lipmann
- Hermann Joseph Muller
- Paul Hermann Müller
- Leopold Ružička
- Frederick Soddy
- Wendell M. Stanley
- Hermann Staudinger
- Hideki Yukawa